# Molophilus duplex
Molophilus duplex är en tvåvingeart som beskrevs av Alexander 1927. Molophilus duplex ingår i släktet Molophilus och familjen småharkrankar. Inga underarter finns listade i Catalogue of Life.